# Frans Westergren
Frans Oskar Westergren (ur. 20 kwietnia 1914 w Malmö, zm. 2 marca 1993 tamże) – szwedzki zapaśnik walczący w stylu wolnym. Olimpijczyk z Londynu 1948, gdzie zajął szóste miejsce w kategorii do 73 kg.
Zdobył piętnaście tytułów mistrza Szwecji, w 1940, 1942 i 1946 w stylu klasycznym i w latach 1938 – 1948 i 1953 w stylu wolnym roku.

## Letnie Igrzyska Olimpijskie 1948
| Konkurencja      | Rundy eliminacyjne | Rundy eliminacyjne     | Rundy eliminacyjne  | Klas. końcowa |
| Konkurencja      | Przeciwnik I       | Przeciwnik II          | Przeciwnik III      | Miejsce       |
| ---------------- | ------------------ | ---------------------- | ------------------- | ------------- |
| 73 kg styl wolny | Don Irvine (GBR) Z | Leland Merrill (USA) P | Harry Peace (CAN) Z | 6.            |